# 菲洛特拉诺
菲洛特拉诺（義大利語：Filottrano），是意大利安科纳省的一个市镇。总面积70.26平方公里，人口9714人，人口密度138.3人/平方公里（2009年）。ISTAT代码为042019。

## 友好城市
- 法國 拉翁莱塔普